# كينيدي مويني
كينيدي مويني (بالإنجليزية: Kennedy Mweene)‏، من مواليد 11 ديسمبر 1984 في لوساكا في زامبيا، لاعب كرة قدم زامبي.
هو يلعب مع منتخب زامبيا لكرة القدم.

## روابط خارجية
- كينيدي مويني على موقع الاتحاد الدولي (مؤرشف)  (الإنجليزية)
- كينيدي مويني على موقع قاعدة بيانات كرة القدم.إي يو (الإنجليزية)
- كينيدي مويني على موقع ناشيونال فوتبول تيمز (الإنجليزية)
- كينيدي مويني على موقع Soccerway.com (الإنجليزية)
- كينيدي مويني على موقع عالم كرة القدم.نت (الإنجليزية)
- كينيدي مويني على موقع كووورة